# Хампден-Сидни (Вирџинија)
Хампден-Сидни (енгл. Hampden-Sydney) насељено је место без административног статуса у америчкој савезној држави Вирџинија.

## Демографија
По попису из 2010. године број становника је 1.450, што је 186 (14,7%) становника више него 2000. године.
| Група             | 2000.         | 2010.         |
| Белци             | 1.031 (81,6%) | 1.215 (83,8%) |
| Афроамериканци    | 210 (16,6%)   | 169 (11,7%)   |
| Азијати           | 3 (0,2%)      | 12 (0,8%)     |
| Хиспаноамериканци | 12 (0,9%)     | 41 (2,8%)     |
| Укупно            | 1.264         | 1.450         |